# Пирамида Карлсруэ
Пирами́да Ка́рлсруэ — каменная усыпальница пирамидальной формы, расположенная на Рыночной площади (нем. Marktplatz) города Карлсруэ. Является символом города. Пирамида была возведена из песчаника в 1823 г. архитектором Фридрихом Вайнбреннером над гробницей маркграфа Карла III Вильгельма. Ранее останки маркграфа покоились в Церкви Конкордии, стоявшей на этом месте и снесённой в 1807 г. После сноса церкви на несколько лет, необходимых для возведения новой усыпальницы, над гробницей была сооружена временная деревянная пирамида.
В 1940 г. права собственности на пирамиду перешли от дома баденских великих герцогов к городским властям. Но и сейчас вход в пирамиду возможен только с разрешения потомков маркграфа.
Эпитафия на пирамиде гласит:
| «Здесь, где когда-то в тени Хардтвальдского леса маркграф Карл искал покой и повелел возвести город, носящий его имя, и где он обрёл последний покой, ему посвящён этот памятник, укрывший его пепел. В благодарной памяти, Людвиг Вильгельм Август, великий герцог, 1823 г.»                                  |
| --- |
| Оригинальный текст (нем.)«Hier wo Markgraf Carl einst im Schatten des Hartwaldes Ruhe suchte und die Stadt sich erbaute die seinen Nahmen bewahrt auf der Staette wo er die lezte Ruhe fand weiht ihm dies Denkmahl das seine Asche verschliest in dankbarer Erinnerung Ludwig Wilhelm August Grosherzog 1823» |

Внутри пирамиды также находится каменная плита, на которой вырезана карта города.